# Síugrás, Obertsdorf 2005 – Nagysánc, csapatverseny (K-120)
A csapatverseny végeredménye a 2005. februári obertsdorfi vb-n:
| Eredmény | Csapat                                                                                     | Pontszám |
| -------- | ------------------------------------------------------------------------------------------ | -------- |
| Arany    | Ausztria (Wolfgang Loitzl, Andreas Widhölzl, Thomas Morgenstern, Martin Höllwarth)         | 1137,3   |
| Ezüst    | Finnország (Risto Jussilainen, Tami Kiuru, Matti Hautamäki, Janne Ahonen)                  | 1122,9   |
| Bronz    | Norvégia (Bjørn Einar Romøren, Sigurd Pettersen, Lars Bystøl, Roar Ljøkelsøy)              | 1113,5   |
| 4        | Szlovénia (Jure Bogataj, Rok Benkovič, Jernej Damjan, Primož Peterka)                      | 1004,6   |
| 5        | Németország (Michael Uhrmann, Michael Neumayer, Georg Späth, Martin Schmitt)               | 985,6    |
| 6        | Oroszország (Ildar Fatkullin, Dmitrij Ipatov, Gyenyisz Kornyilov, Dmitrij Vasziljev)       | 933,6    |
| 7        | Svájc (Simon Ammann, Andreas Küttel, Michael Möllinger, Marco Steinauer)                   | 932,9    |
| 8        | Csehország (Jakub Janda, Lukáš Hlava, Jan Mazoch, Jan Matura)                              | 916,9    |
| 9        | Lengyelország (Mateusz Rutkowski, Marcin Bachleda, Kamil Stoch, Adam Małysz)               | 449,7    |
| 10       | Japán (Kaszai Noriaki, Okabe Takanobu, Mijahira Hideharu, Higasi Akira)                    | 422,6    |
| 11       | Kazahsztán (Aszan Tahtahunov, Nyikolaj Karpenko, Ivan Karaulov, Ragyik Zsaparov)           | 359,4    |
| 12       | Olaszország (Marco Beltrame, Alessio Bolognani, Stefano Chiapolino, Sebastian Colloredo)   | 359,3    |
| 13       | Dél-Korea (Kang Csil Gu, Csoj Csong Jik, Csoj Heung Csul, Kim Hjun Ki)                     | 219,5    |
| 14       | Kína (Li Cseng-bo, Vang Csiang-csun, Li Jang, Tian Csan-dong)                              | 125,1    |
| 15       | Fehéroroszország (Ivan Szobolev, Dmitrij Afanaszenko, Pjotr Csaadajev, Makszim Anyiszimov) | 115,2    |